# Rudolf Frass
Rudolf Frass (St. Pölten, 17 de abril de 1880 – Viena, 7 de julio de 1934) fue un arquitecto austríaco.

## Biografía

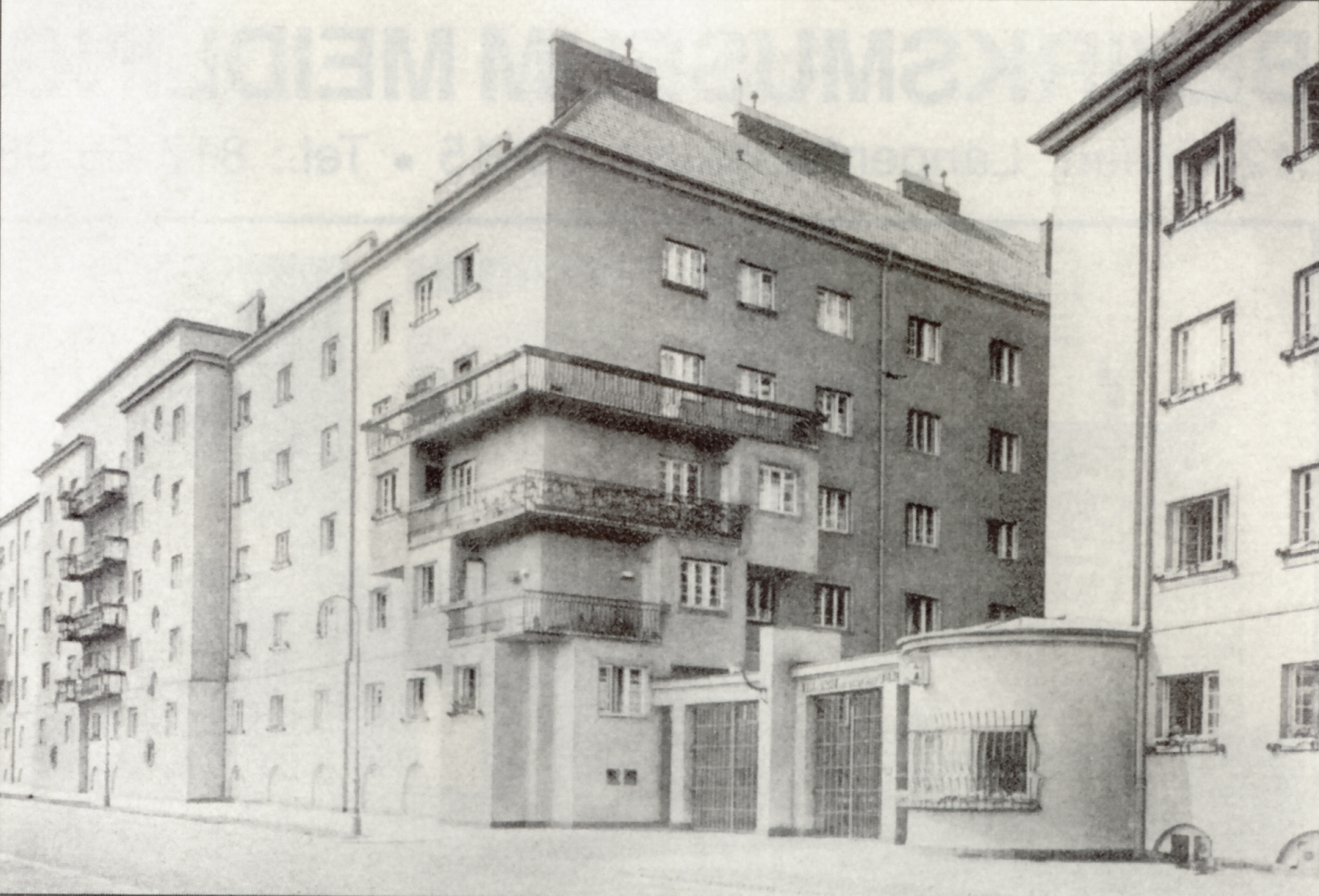
Edificio residencial en Wienerberg – Arquitectos: R. Frass, D. Karl, P. Rudolf

Procedente de una familia acomodada, estudió en primer lugar en la Escuela de Comercio, y posteriormente en la Academia de Bellas Artes de Viena, entre 1900 y 1904 bajo la tutela de Otto Wagner. En 1906 abrió un estudio en la capital austríaca, obteniendo un éxito inmediato. Antes de la Primera Guerra Mundial los encargos recibidos procedían principalmente de Viena, St. Pölten y Mariazell. Construyó hoteles, edificios residenciales y comerciales, villas y viviendas particulares. Sus servicios fueron demandados por autoridades como el barón Rotschild o el Príncipe Hohenlohe.
En 1913 constituyó, junto con colegas como Hugo Gorge, Alfred Castelliz, Ernst Lichtblau, Oskar Wlach o Josef Zotti, entre otros, el Österreichischer Werkbund, a imagen y semejanza de la agrupación homónima alemana.
Tras su servicio militar, Frass reemprendió su actividad profesional, entonces otorgando más importancia a las características de la modernidad. Sus clientes volvieron a ser hoteleros, pequeños y grandes empresarios, administraciones locales y particulares. En Viena realizó tres complejos de apartamentos. En St. Pölten proyectó una escuela secundaria que atrajo el interés de estudiosos estadounidenses, lo que le valió una invitación para viajar a Nueva York y Washington.
En conjunto, el trabajo de Frass muestra el intento por combinar las nuevas tendencias que el Movimiento Moderno trajo consigo con los elementos tradicionales, dando como resultado proyectos muy heterogéneos.